# Panthera tigris sondaica
Panthera tigris sondaica — подвид тигра, населяющий Зондские острова. Отдельно рассматривают следующие популяции Panthera tigris sondaiса, ранее считавшиеся отдельными подвидами:
- Суматранский тигр (лат. Panthera tigris sumatrae) —  встречается только на индонезийском острове Суматра. Численность дикой популяции оценивается в 400—500 животных, большинство из которых живёт на территории национальных парков и заповедников.
- † Балийский тигр (лат. Panthera tigris balica) — всегда водился только на небольшом индонезийском острове Бали.
- † Яванский тигр (лат. Panthera tigris sondaica) — обитал на индонезийском острове Ява.